# Église Saint-Gervais-et-Saint-Protais de Guillerval
L'église Saint-Gervais-et-Saint-Protais de Guillerval est une église paroissiale catholique, dédiée à saint Gervais et saint Protais, située dans la commune française de Guillerval et le département de l'Essonne.

## Historique
Les parties les plus anciennes de l'église du village sont datées du XIIe siècle.
Des travaux ont lieu au XVIe siècle et, pour le clocher, au XVIIe siècle.
Le chevet est détruit lors de bombardements en 1944 et reconstruit en 1952 ; des vitraux sont installés à ce moment.
Depuis un arrêté du 25 novembre 1981, l'église est inscrite au titre des monuments historiques.

## Pour approfondir